# 38 (عدد)
38 (ثمانية وثلاثون)هو عدد صحيح  يلي العدد 37 ويسبق العدد 39 وهو عدد طبيعي موجب.

## في الرياضيات
38 ترتيبه الحادي عشر ضمن الأعداد نصف الأولية المتميزة والسابع في عائلة {2 · س}. وهو عضو الأولي في الزوج الثالث من الأعادا نصف الأولية المتميزة (38، 39).

## في العلوم
- 38 هو العدد الذري لعنصر السترونتيوم.